# Brettesnes
Brettesnes est une localité du comté de Nordland, en Norvège.

## Géographie
Brettesnes est située à la pointe sud de l'île de Stormolla, dans les îles Lofoten.
Administrativement, Brettesnes fait partie de la kommune de Vågan.